# Musée du trésor de la cathédrale d'Aoste
 (juin 2023).
Si vous disposez d'ouvrages ou d'articles de référence ou si vous connaissez des sites web de qualité traitant du thème abordé ici, merci de compléter l'article en donnant les références utiles à sa vérifiabilité et en les liant à la section « Notes et références ».
Le Musée du trésor de la cathédrale d’Aoste est un musée situé dans le déambulatoire de la cathédrale d'Aoste pour accueillir son trésor, aussi bien que des œuvres d’art provenant d’autres églises, qui ont été regroupées ici pour des raisons de sécurité.

## Description
Ce musée, parmi les plus riches des Alpes occidentales, permet de parcourir les étapes fondamentales de l’art chrétien de la région. Il présente des chefs-d'œuvre remontant à la période entre le XIIIe et le XVIIIe siècle : 
- Le diptyque en ivoire d’Ancius Probus, du Bas-Empire ;
- Les restes restaurés et recomposés des tombes monumentales du XVe siècle d’Oger Moriset, François de Challant et Thomas II de Savoie, toutes attribuées à l’école et à l’atelier d’Étienne Mossettaz ;
- Les orfèvreries du gothique international, surtout celles de Jean de Malines : le ciboire en cuivre doré, les deux bâtons de procession et la châsse de Saint-Grat ;
- La croix de cristal de roche du XIVe siècle, qui était gardée à Rhêmes-Saint-Georges, mais qui provient probablement du couvent des Cordeliers de Saint-François à Aoste ;
- Le buste reliquaire de Saint-Jean Baptiste (XVe siècle) ;
- Le missel de l’évêque Oger Moriset, avec une grande crucifixion enluminée, attribuée à l’école de Jacques Jaquério, le peintre piémontais le plus renommée du gothique international ;
- La série de sculptures en bois, provenant de toute la Vallée, est remarquable en ce qu’elle témoigne des échanges avec l’art franco-flamand et montre l’évolution des arts plastiques du début du gothique, dans la première moitié du XIIIe siècle, au maniérisme, en plein XVIe siècle ;
- Des parements sacrés, parmi lesquels une raffinée chape brodée du XVe siècle et des orfèvreries baroques.

## Galerie

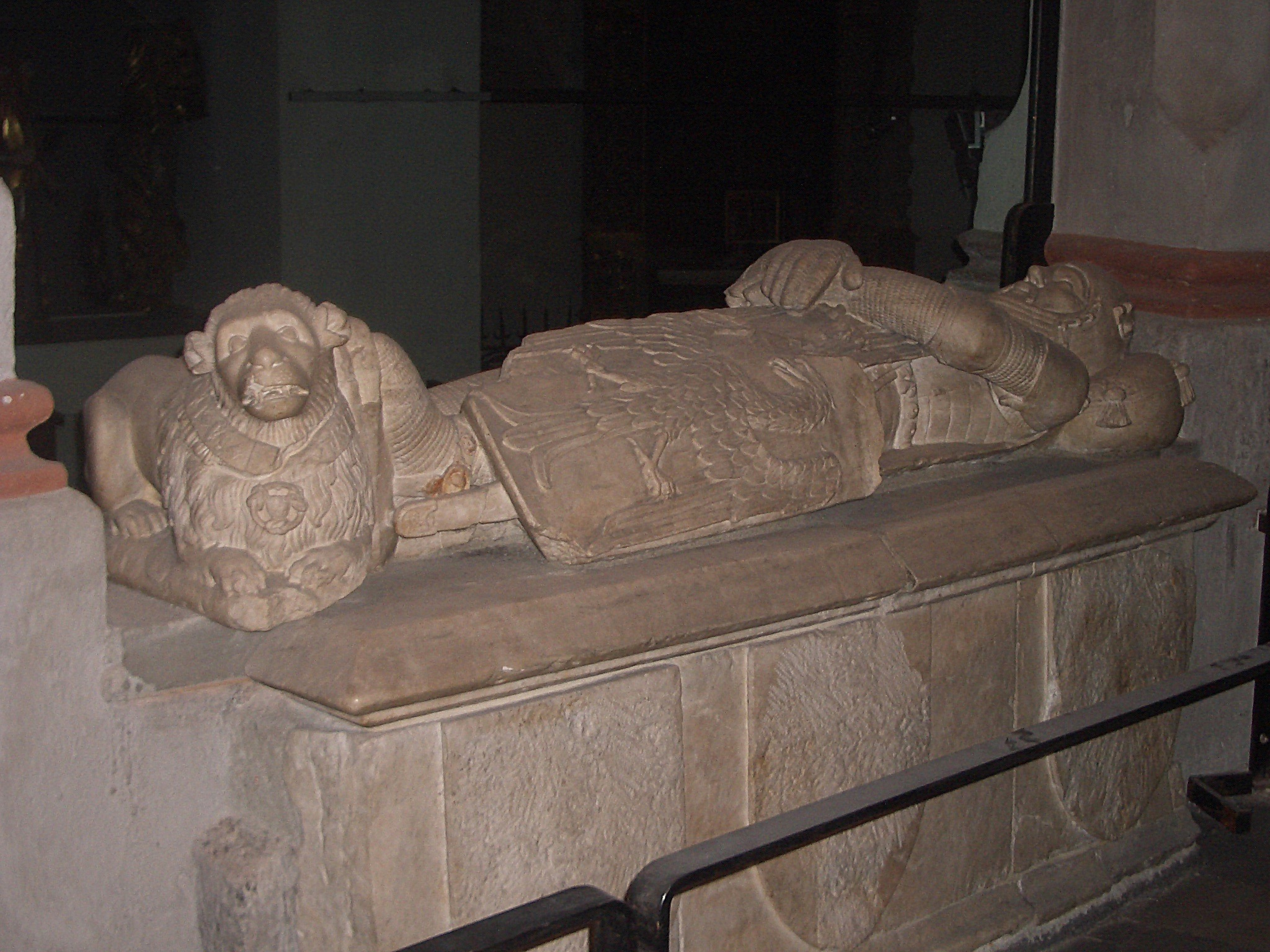
Le monument sépulcral du comte Thomas, par Étienne Mossettaz
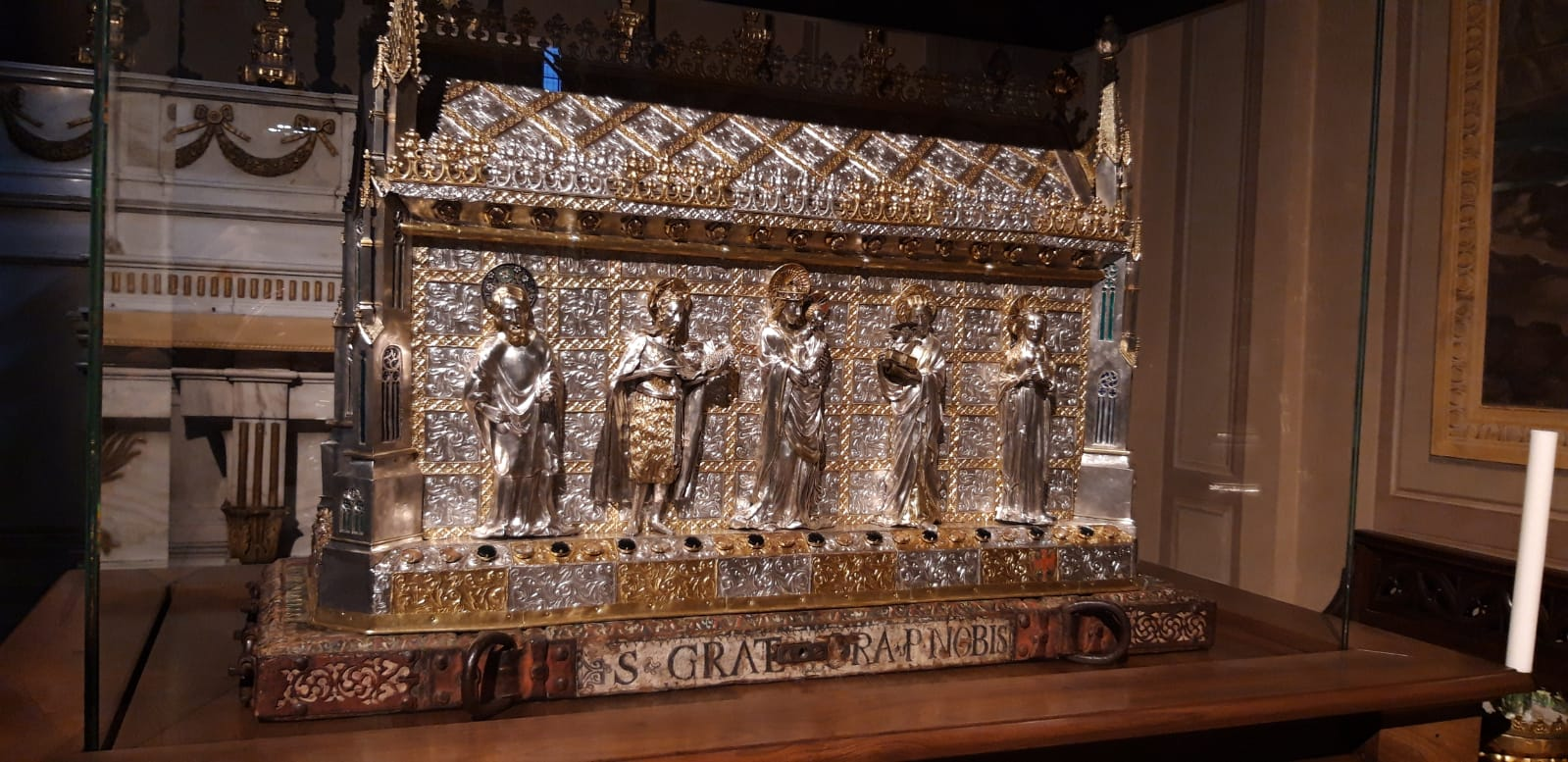
La châsse de Saint Grat
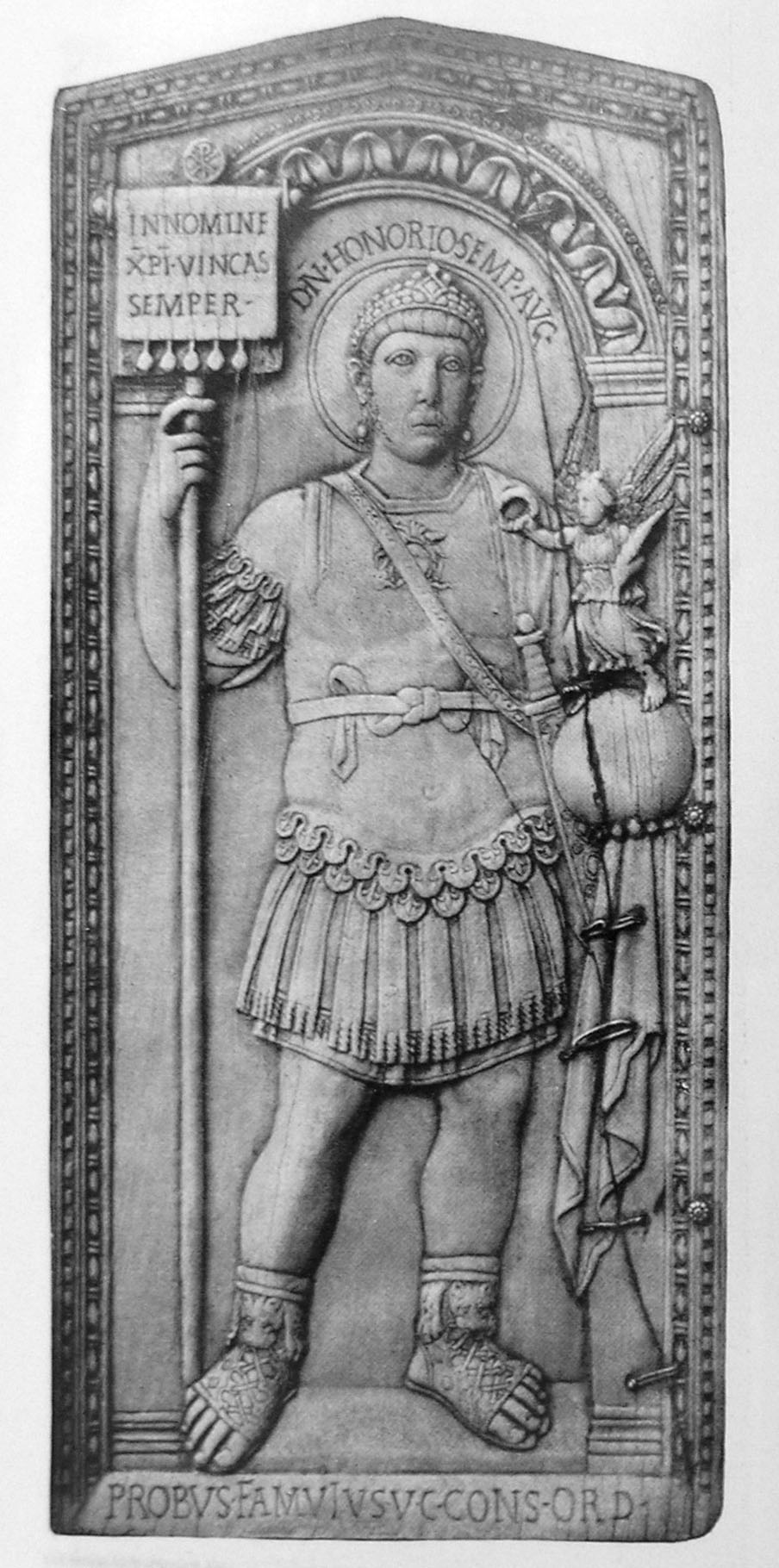
Diptyque de Anicius Probus, homme politique de l’Empire romain d'Occident